# ألكسندر فاردي
ألكساندر فاردي مهندس كهربائي روسي المولد وتعلمه إسرائيل ومعروف بخبرته في نظرية الترميز. وهو حاصل على كرسي جاك كيل وولف الموهوب في الهندسة الكهربائية في جامعة كاليفورنيا ، سان دييغو. تمت تسمية رموز بارفاريش - فاردي من بعده.

## نبذة
ولد فاردي في موسكو في عام 1963. تخرج من معهد التخنيون - إسرائيل للتكنولوجيا في عام 1985 ، وأكمل شهادة الدكتوراه. في عام 1991 في جامعة تل أبيب. خلال دراساته العليا، عمل أيضًا في الإجراءات الإلكترونية المضادة كصف فني خامس لسلاح الجو الإسرائيلي. أصبح باحثًا في مركز أبحاث IBM Almaden لمدة عامين، ثم أصبح عضوًا في هيئة التدريس بجامعة إلينوي في أوربانا شامبين قبل الانتقال إلى جامعة كاليفورنيا في عام 1996. شغل منصب رئيس تحرير معاملات IEEE على نظرية المعلومات من 1998 إلى 2001.
في عام 2004 ، أدرجت جمعية IEEE لنظرية المعلومات ورقة بحث أعدها رالف كويتر وفاردي حول فك رموز رموز ريد سولومون باعتبارها أفضل ورقة في نظرية المعلومات في العامين السابقين ؛ أصبحت خوارزمية فك التشفير الناتجة تُعرف باسم خوارزمية Koetter-Vardy. عُين فاردي زميلًا لمعهد مهندسي الكهرباء والإلكترونيات في عام 1999. أصبح جاك وولف أستاذا في عام 2013. تم انتخابه زميل ACM في عام 2017.